# La Frénaye
La Frénaye – miejscowość i gmina we Francji, w regionie Normandia, w departamencie Sekwana Nadmorska.
Według danych na rok 1990 gminę zamieszkiwało 1536 osób, a gęstość zaludnienia wynosiła 153 osoby/km² (wśród 1421 gmin Górnej Normandii La Frénaye plasuje się na 144. miejscu pod względem liczby ludności, natomiast pod względem powierzchni na miejscu 348.).